# Hygor Bezera
Hygor Gabriel Bezera (* 8. Oktober 2002) ist ein brasilianischer Leichtathlet, der sich auf den Sprint spezialisiert hat.

## Sportliche Laufbahn
Erste Erfahrungen bei internationalen Meisterschaften sammelte Hygor Bezera im Jahr 2021, als er bei den U20-Weltmeisterschaften in Nairobi mit der brasilianischen 4-mal-100-Meter-Staffel im Vorlauf disqualifiziert wurde. 2024 gewann er bei den U23-Südamerikameisterschaften in Bucaramanga in 10,44 s die Bronzemedaille im 100-Meter-Lauf hinter dem Kolumbianer Carlos Flórez und Tomás Villegas aus Argentinien und gewann dort zudem im Staffelbewerb in 40,24 s die Silbermedaille hinter dem kolumbianischen Team. Im Jahr darauf verhalf der Staffel bei den Südamerikameisterschaften in Mar del Plata zum Finaleinzug und trug damit zum Gewinn der Silbermedaille bei.

## Persönliche Bestzeiten
- 100 Meter: 10,13 s (−0,7 m/s), 27. Juni 2024 in São Paulo
- 200 Meter: 20,83 s (−1,0 m/s), 18. August 2024 in Bragança Paulista